# Жилин, Николай Алексеевич
Никола́й Алексе́евич Жи́лин (1878 — до 1 октября 1922, Германия) — русский юрист, член IV Государственной думы от Киевской губернии.

## Биография
Православный. Из потомственных дворян Курской губернии. Младший брат Александр — профессор Санкт-Петербургского университета.
Окончил Первую Киевскую гимназию (1897) и юридический факультет университета Святого Владимира с дипломом 1-й степени (1901).
По окончании университета поступил на службу по Министерству финансов чиновником особых поручений при управляющем Киевской губернской казенной палатой. Был столоначальником той же палаты (1902—1904), затем помощником податного инспектора Киевского уезда (1904—1908) и податным инспектором 2-го участка Васильковского уезда (1908—1911). Дослужился до чина надворного советника. Избирался гласным Васильковской городской думы. Состоял действительным членом Киевского клуба русских националистов.
В 1912 году был избран в члены Государственной думы от 2-го съезда городских избирателей Киевской губернии. Входил во фракцию русских националистов и умеренно-правых (ФНУП), после её раскола в августе 1915 года — в группу сторонников П. Н. Балашова. Состоял членом комиссий: по городским делам, бюджетной, финансовой, по рабочему вопросу.
После Октябрьской революции эмигрировал в Германию. Умер не позднее 1 октября 1922 года.

## Семья
Был женат, имел троих детей.